# Валентеев, Степан Елисеевич
Степан Елисеевич Валентеев (Соловых) (1911—1978) — военнослужащий Красной Армии, участник Хасанских боёв и Великой Отечественной войны, Герой Советского Союза (1944).

## Биография
Степан Соловых родился 10 декабря 1911 года в селе Бородиновка (ныне — Варненский район Челябинской области) в рабочей семье. Его отец принимал участие в Гражданской войне в составе дивизии Чапаева, затем возглавлял станичный исполком РКП(б). В 1920 году Соловых-старший был убит кулаками, после чего мать с сыном уехали из станицы. Вскоре его мать вышла замуж вторично, и отчим усыновил Степана и дал ему свою фамилию — Валентеев.
Степан учился в педагогическом техникуме в Николаеве. В 1936—1938 годах он проходил службу в Рабоче-крестьянской Красной Армии, участвовал в боях на озере Хасан. Демобилизовавшись, проживал в городе Зима Иркутской области, где работал на лесозаводе. В июле 1941 года Валентеев был повторно призван на службу в армию. С октября 1941 года — на фронтах Великой Отечественной войны. Принимал участие в боях с немецкими и финскими войсками на Карельском фронте. К июню 1944 года ефрейтор Степан Валентеев был стрелком 363-го стрелкового полка 114-й стрелковой дивизии 7-й армии Карельского фронта. Отличился во время форсирования Свири.
Когда отделение Валентеева переправлялось через Свирь в районе Лодейного Поля Ленинградской области, оно подверглось мощному заградительному огню двух пулемётов из расположенных на северном берегу реки дзотов. В результате обстрела погиб командир отделения и гребцы, многие бойцы были ранены, а лодка потеряла управление и повернула по течению реки. В этот момент Валентеев, несмотря на массированный огонь, взялся за вёсла и сумел направить лодку к берегу. Передав раненых санитарам, он присоединился к соседнему отделению сержанта Скрипцова и первым пополз к дзоту. Уничтожив гранатой дзот, Валентеев ворвался в первую траншею противника и автоматным огнём уничтожил 5 вражеских солдат и офицеров. Далее, первым преодолев минное поле и заграждения врага, Валентеев прорвался во вторую линию траншей и совместно с другими бойцами очистил её. Действия Валентеева способствовали успешной переправе роты и созданию плацдарма на северном берегу Свири.
Указом Президиума Верховного Совета СССР от 21 июля 1944 года за «образцовое выполнение боевых заданий командования на фронте борьбы с немецкими захватчиками и проявленные при этом мужество и героизм» ефрейтор Степан Валентеев был удостоен высокого звания Героя Советского Союза с вручением ордена Ленина и медали «Золотая Звезда» за номером 3822.
В 1944 году Валентеев вступил в ВКП(б). В том же году он окончил курсы младших лейтенантов, после чего командовал миномётным взводом 37-го гвардейского стрелкового корпуса. В 1946 году он был уволен в запас. Проживал вначале в городе Партизанске Приморского края, где работал на стройках, затем в городе Холмске Сахалинской области, где был матросом базы производственного транспортного флота. Умер 1 мая 1978 года, похоронен в Холмске.
Был также награждён рядом медалей.